# Валь-ди-Кьяна

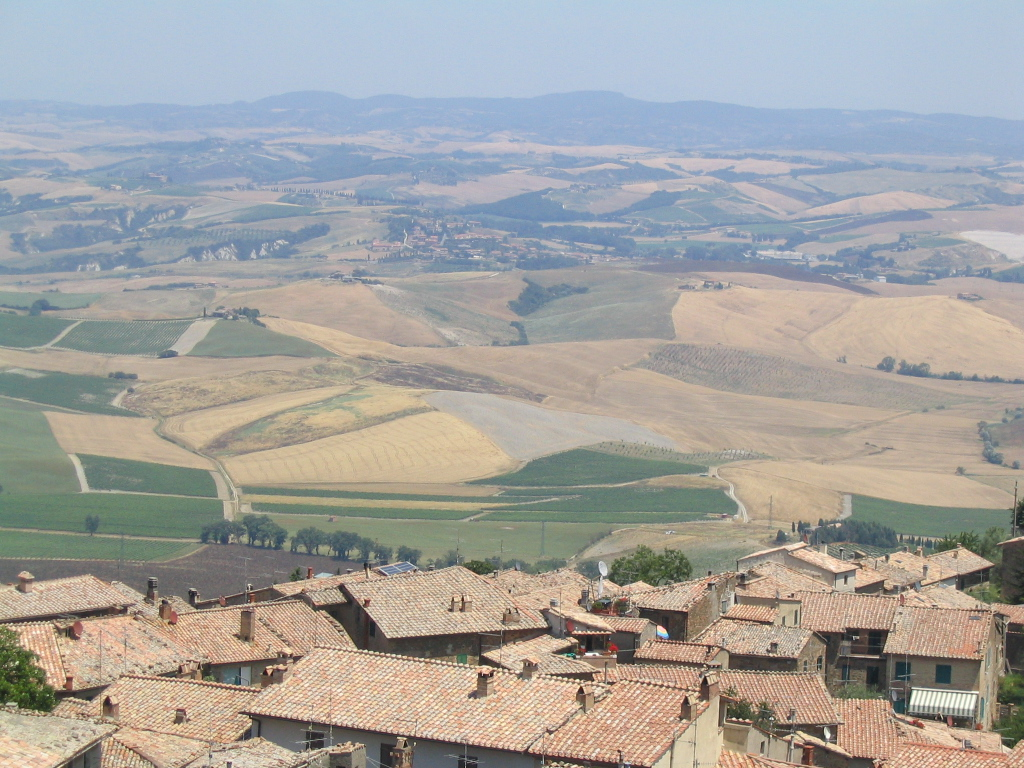
Вид на Сиену, расположенную на территории Валь-ди-Кьяна

Валь-ди-Кьяна (итал. Val di Chiana, Valdichiana) — аллювиальная долина в центральной Италии. Расположена на территории регионов Тоскана (провинции Сиена и Ареццо) и Умбрия (провинции Перуджа и Терни).
Долина протягивается в направлении с севера на юг на 100 км и покрывает площадь около 2300 км². На северо-востоке граничит с Тосканско-Эмилианскими Апеннинами; на юго-востоке достигает озера Тразимено и долины реки Несторе. На западе Вальдикьяна простирается до Крете-Сенези и Валь д'Орча, где достигает максимальной высоты — 1148 м (Монте-Четона).
Рельеф долины преимущественно холмистый; средняя высота составляет 405 м.

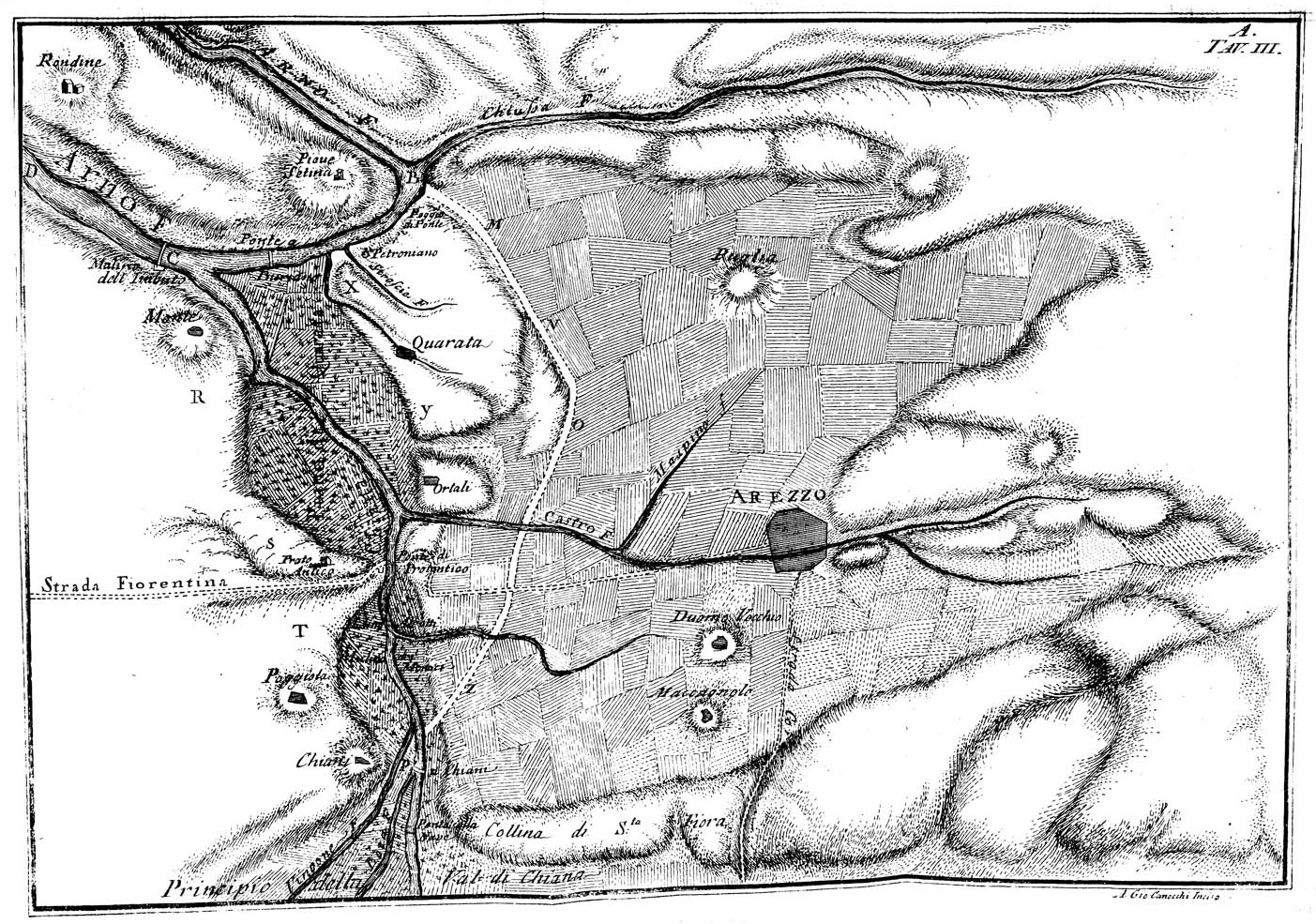
Валь-ди-Кьяна, 1789